# Higinio Fernández
Higinio Fernández (* 6. Oktober 1988 in Valdés) ist ein ehemaliger spanischer Rennradfahrer, der für das Team Ecuador fuhr. Er nahm an den UCI-Straßen-Weltmeisterschaften 2014 teil.